# Pixel 2
Pixel 2 và Pixel 2 XL là hai điện thoại thông minh Android được thiết kế, phát triển và tiếp thị bởi Google. Cả hai chiếc điện thoại được công bố trong một sự kiện của Google vào ngày 4 tháng 10 năm 2017, kế tiếp hai chiếc điện thoại là Pixel và Pixel XL.

## Thông số

### Phần cứng
Cả Pixel 2 và Pixel 2 XL đều sử dụng Qualcomm Snapdragon 835, cùng với 4 GB LPDDR4X RAM. Cả hai đều có hai lựa chọn lưu trữ là 64 hoặc 128 GB.
Pixel 2 sử dụng tấm nền AMOLED 5" với độ phân giải 1920x1080, và mật độ điểm ảnh 441ppi, trong khi Pixel 2 XL sử dụng tấm nền P-OLED 6" với tỷ lệ màn hình 18:9 cùng với độ phân giải 2880x1440 và mật độ 538ppi.
Cả hai chiếc điện thoại đều được trang bị máy ảnh sau 12.2 megapixel có khả năng quay video 4K với tốc độ 30 fps, 1080p với tốc độ 120 fps, và 720p với tốc độ 240 fps. Máy ảnh cũng được trang bị tính năng lấy nét tự động theo pha và laser, cùng với hỗ trợ xử lý ảnh HDR+. Người dùng Pixel 2 sẽ được nhận dung lượng lưu trữ không giới hạn cho tất cả ảnh và video được chụp trên điện thoại với chất lượng nguyên bản đến hết năm 2020, sau đó sẽ tiếp tục được lưu trữ không giới hạn với chất lượng cao. Máy ảnh của Pixel 2 nhận được số điểm lên tới 98 từ DxOMark, khiến nó trở thành thiết bị di động có máy ảnh chất lượng đứng đầu trong số các thiết bị mà trang này đã kiểm tra.

### Phần mềm
Hai chiếc điện thoại được cài đặt sẵn Android 8.0 "Oreo" phiên bản gốc. Google cũng đảm bảo cập nhật phần mềm trong 3 năm, nhiều hơn một năm so với hầu hết các điện thoại Android khác.
Hai chiếc Pixel mới cũng giới thiệu một tính năng có tên "Active Edge", cho phép khởi động Google Assistant bằng cách bóp viền điện thoại, tương tự như chiếc HTC U11.

## Sự đón nhận
Hai chiếc điện thoại nhận được nhiều sự khen ngợi vì chất lượng máy ảnh và tính năng chống nước, nhưng lại chịu chỉ trích vì loại bỏ jack tai nghe 3,5 mm, đặc biệt sau khi chính Google đã chế nhạo Apple cũng vì lý do này với chiếc iPhone 7 trong buổi ra mắt chiếc Pixel đời đầu. Google cũng bị chỉ trích vì giá thành cao của bộ chuyển đổi tai nghe của hãng, được bán với giá $20, trong khi cùng phụ kiện đó của Apple chỉ có giá $9.
Tuy nhiên, đằng sau sự khen ngợi của chiếc Pixel 2 là sự chỉ trích không đáng có về phía Google. Cụ thể, Pixel 2 XL đều có hiện tượng màn hình bị burn-in, màu sắc hình ảnh bị lệch màu đột ngột (bản vá lỗi hình ảnh màn hình có trong Android 8.1). Lỗi tịt microphone xuất hiện trên chiếc Pixel 2 khiến cho nó không thể ghi âm được. Về camera, cả hai chiếc máy khi quay phim thường hay bị lỗi có tiếng động lạ và khi mở lại video thì âm thanh không có.

Một công ty luật Girard Gibbs đã kêu gọi người dùng chung tay đâm đơn kiện cả ba công ty là Google, HTC và LG (HTC sản xuất Pixel 2 và Pixel 2 XL) do lỗi của Pixel 2 và Pixel 2 XL. Trong đơn kiện còn tố cả các sản phẩm như Pixel, Pixel XL, Nexus 5X và LG V20. Phát biểu của Girard Gibbs trên trang web như sau:
Girard Gibbs hiện đang tiến hành điều tra những cáo buộc xoay quanh Google, HTC và LG về tội danh sản xuất, quảng bá và bày bán những chiếc điện thoại Pixel 2 và Pixel 2 XL không đạt chuẩn. Cả hai smartphone đều gặp phải nhiều rắc rối lớn nhỏ khác nhau. Nhiều khách hàng đã phản ánh màn hình OLED của Pixel 2 XL gặp phải lỗi lưu ảnh – hiện tượng xảy ra khi một phần nội dung hiển thị từ trước vẫn còn lưu lại trên màn ngay cả khi đã chuyển sang nội dung khác, khiến trải nghiệm người dùng không được trọn vẹn. Chưa dừng lại đây, một số người còn mắc lỗi "black smear" – khi chuyển động của các điểm ảnh trên nền tối màu tạo nên một vệt đen.
Tuy vậy, công ty luật Girard Gibbs đã không thế kiện HTC,Google vì không đủ chứng cứ và không có đủ người ủng hộ.

## Phân phối
Tại Hoa Kỳ, Verizon và Project Fi là hai nhà mạng độc quyền phân phối Pixel 2 và Pixel 2 XL (phiên bản màu "Kinda Blue" của Pixel 2 là phiên bản chỉ dành cho Verizon). Cả hai cũng được bán trực tiếp tới người tiêu dùng trên cửa hàng trực tuyến của Google, hoặc qua Best Buy và Target.